# Empirische psychologie
Empirische psychologie is het werk van een aantal negentiende-eeuwse pioniers van de experimentele psychologie, onder wie William James, Wilhelm Wundt en anderen. Het bevat ook verschillende filosofische theorieën van de psychologie die zich op het epistemologische standpunt van het empirisme baseren, bijvoorbeeld Franz Brentano's Psychologie vom empirischen Standpunkt (1874). Soms wordt het als synoniem gebruikt voor experimentele psychologie, hoewel er ook andere invullingen aan het begrip kunnen worden gegeven.
Empirische psychologen zijn over het algemeen bezig met het ontdekken van contingente feiten over echte mensen en dieren; dingen waarvan na onderzoek blijkt dat ze waar zijn, hoewel de kans erin zat dat het anders had kunnen uitdraaien.